# Manuel Moitoso da Silveira
Manoel Moitoso da Silveira (Rio Pardo, 12 de Junho de 1858 — Trombudo, 7º Distrito de Santa Cruz do Sul, 17 de Janeiro de 1932) foi um importante vulto na história do município gaúcho de Vale do Sol.

## Biografia
Filho de João Moitoso da Silveira e de Maria Ignácia de Souza.
Representa uma grande parcela da evolução de Vale do Sol, pois ele, juntamente com seu irmão João Moitoso da Silveira Filho e Antônio Marcelino abriram as primeiras picadas no município, ainda em 1878, interligando as localidades de Faxinal de Dentro e Alto Trombudo.
Casou-se com Josefina Maria Freire em Rio Pardo, porém estabeleceu-se na parte baixa do município, aonde o Faxinal de Dentro ainda pertencia à Sesmaria dos Borges.
Inúmeros descendentes deste, ainda denominam-se com orgulho de "MOITOSO" mesmo que já não o tenha no nome. Dos sobrenomes que hoje povoam principalmente a parte baixa do município e descendem de Manoel e Josefina, podemos citar os Silveira, e os Oliveira, dentre outros.